# 太閤下水
太閤下水（たいこうげすい）は大阪市に存在する下水溝である。背割下水（せわりげすい）ともいう。築造時期は豊臣時代ではなく、江戸時代だと考えられている。

## 概要
下水路の幅は標準で1尺（約30cm）から4尺（1.2m）、広いものでは1間（1.8m）から2間（3.6m）のものがある。江戸時代前期には素掘りだったが、江戸時代後期に石垣で護岸が施された。

## 文化財
2005年（平成17年）に7キロ余りが「中央部下水道改良事業の下水道敷（通称「太閤下水」）」の名称で大阪市の史跡に指定された。

## 見学
事前に予約することで一部を見学することができる。